# Токсични маскулинитет
Токсични маскулинитет (или токсична мушкост) је концепт који се користи у академским и медијским расправама о мушкости да би се упутио на одређене културне норме повезане са штетом по друштво и саме мушкарце. Традиционални стереотипи о мушкарцима као друштвено доминантним, заједно са сродним особинама као што су мизогинија и хомофобија, могу се сматрати „токсичним“ делом због њихове промоције насиља, укључујући сексуално насиље и насиље у породици . Социјализација дечака у патријархалним друштвима често нормализује насиље, као у изреци „дечаци ће бити дечаци“ у погледу насиља и агресије.
Самодовољност и емоционална репресија повезани су са повећаним психолошким проблемима код мушкараца као што су депресија, повећани стрес и злоупотреба супстанци. Токсичне мушке особине карактеристичне су за неизговорени кодекс понашања мушкараца у затворима, где делимично постоје као одговор на сурове услове затворског живота.
Друге традиционално мушке особине попут преданости послу, поноса спортским успехом и обезбеђивању породице не сматрају се „отровним“. Концепт су првобитно користили аутори повезани са митопоетским мушким покретом, попут Шеперд Блиса, како би супротставили стереотипне појмове мушкости са „стварном“ или „дубоком“ мушкошћу са којом мушкарци, како кажу, губе везу у савременом друштву. Критичари израза тврде да се у значењу израза подразумева да су родни проблеми узроковани инхерентним мушким особинама, што критичари виде као проблематичан став.

## Етимологија и употреба
Израз токсична мушкост настао је у митопоетском мушком покрету 1980-их и 1990-их. Касније је нашао широку употребу и у академском и у популарном писању. Популарне и медијске расправе током 2010. користиле су тај термин да се односи на традиционалне и стереотипне норме мушкости и маскулинитета. Према социологу Мајклу Флоду, ту спадају „очекивања да дечаци и мушкарци морају бити активни, агресивни, жилави, одважни и доминантни“.

### Митопоетски покрет
Неки аутори повезани са митопоетским мушким покретом називали су социјални притисак на мушкарце насилним, такмичарским, независним и неосетљивим као "токсични" облик мушкости, за разлику од "стварне" или "дубоке" мушкости коју они сматрају кажу да су мушкарци изгубили контакт са модерним друштвом. Академик Шеперд Блиса предложио је повратак аграризму као алтернативу „потенцијално токсичној мушкости“ ратничке етике. Социолог Мајкл Кимл пише да се Блиссов појам токсичне мушкости може посматрати као део одговора митопоетског покрета на мушки осећај немоћи у време када је феминистички покрет оспоравао традиционални мушки ауторитет:
Тако Шеперд Блис, на пример, критикује оно што он назива „токсичном мушкошћу“ – за коју верује да је одговорна за већину зла на свету – и проглашава неслућену доброту људи који се боре против пожара и обрађују земљу и негују њихове породице.

### Академска употреба
У друштвеним наукама токсична мушкост се односи на традиционалне културне мушке норме које могу бити штетне за мушкарце, жене и друштво у целини; овај концепт токсичне мушкости није намењен демонизацији мушкараца или мушких особина, већ наглашавању штетних ефеката конформизма са одређеним традиционалним мушким идеалним понашањима као што су доминација, самопоуздање и такмичење. Отровна мушкост је, према томе, дефинисана придржавањем традиционалних мушких родних улога које последично стигматизују и ограничавају емоције које дечаци и мушкарци могу слободно да изразе док промовишу друге емоције попут беса. Обележавају га економска, политичка и социјална очекивања да мушкарци траже и остварују доминацију („алфа мужјак“).
У контексту родних студија, Рајвин Кинел упућује на токсичне праксе које могу произаћи из онога што она назива хегемонистичком мушкошћу, а не суштинским особинама. Конел тврди да такве праксе, попут физичког насиља, могу послужити за јачање доминације мушкараца над женама у западним друштвима. Она наглашава да су такве праксе истакнута карактеристика хегемонистичке мушкости, мада не увек дефинишуће особине.
Тери Куперс описује токсичну мушкост као „потребу за агресивним надметањем и доминацијом над другима“  и као „плејаду социјално регресивних мушких особина које служе за јачање доминације, девалвације жена, хомофобије и окрутног насиља“. Према Куперсу, токсична мушкост укључује аспекте „хегемонистичке мушкости“ који су друштвено деструктивни, „као што су мизогинија, хомофобија, похлепа и насилна доминација“. Он ове особине супротставља позитивнијим особинама као што су „понос на [нечију] способност победе у спорту, одржавање солидарности са пријатељем, успех на послу или обезбеђивање [нечије] породице“. Феминистички аутор Јохн Столтенберг је тврдио да су сви традиционални појмови мушкости токсични и појачавају угњетавање жена.

## Родне норме
Према Куперсу, токсичне мушке норме одлика су живота мушкараца у америчким затворима, где се огледају у понашању особља и затвореника. Квалитети екстремног самопоуздања, доминације других мушкараца насиљем и избегавања појаве женствености или слабости, чине неизречени код понашања и ставова затвореника. Сузбијање рањивих емоција често се усваја како би се успешно изборили са суровим условима затворског живота, дефинисаним кажњавањем, социјалном изолацијом и агресијом. Ови фактори вероватно играју улогу у самоубиству међу мушким затвореницима.
Отровна мушкост такође може имати облик малтретирања дечака од стране вршњака и насиље у породици усмерено према дечацима код куће. Често насилна социјализација дечака производи психолошку трауму промовисањем агресије и недостатком међуљудских веза. Таква се траума често занемарује, на пример у изреци „дечаци ће бити дечаци“ у вези са насиљем. Промоција идеализованих мушких улога наглашавајући чврстину, доминацију, самопоуздање и ограничавање осећања може започети већ у детињству. Такве норме преносе родитељи, остали мушки рођаци и чланови заједнице. Медијске репрезентације мушкости на веб локацијама попут Youtube-а често промовишу сличне стереотипне родне улоге.
Нека традиционално прописана мушка понашања могу произвести такве штетне ефекте као што су насиље (укључујући сексуално насиље и насиље у породици), промискуитет, ризична и/или социјално неодговорна понашања, укључујући злоупотребу супстанци и дисфункцију у везама.

## Утицаји на здравље
Америчко психолошко удружење упозорило је да је „традиционална идеологија мушкости“ повезана са негативним ефектима на ментално и физичко здравље. Вероватније је да ће мушкарци који се придржавају традиционално мушких културних норми, као што су преузимање ризика, насиље, доминација, примат посла, потреба за емоционалном контролом, жеља за победом и тежња за социјалним статусом искусите психолошке проблеме попут депресије, стреса, проблема са сликом тела, злоупотребе супстанци и лошег социјалног функционисања. Ефекат има тенденцију да буде јачи код мушкараца који такође истичу „токсичне“ мушке норме, као што су самопоуздање, тражење моћи над женама и сексуални промискуитет или „плејбој“ понашање.
Социјална вредност самопоуздања временом се смањивала како се модерно америчко друштво више кретало ка међузависности. И самопоуздање и гушење емоционалног изражавања могу деловати против менталног здравља, јер мушкарцима смањује вероватноћу да траже психолошку помоћ или да поседују способност да се носе са тешким емоцијама. Прелиминарна истраживања сугеришу да културни притисак на мушкарце да буду стоични и самостални могу такође скратити животни век мушкараца узрокујући да имају мање шансе да разговарају о здравственим проблемима са својим лекарима.
Отровна мушкост је такође укључена у друштвено створене проблеме јавног здравља, као што су повећане стопе алкохолизма и одређене врсте карцинома код мушкараца, или улога сексуалног понашања у „лову на трофеје“ у стопама преношења ХИВ-а и других сексуалних преносивих болести.   Психијатар Френк Питман писао је о начинима на које мушкарци наносе штету традиционалним мушким нормама, предлажући да то укључује краћи животни век, већу учесталост насилне смрти и болести попут рака плућа и цирозе јетре.